# Lawrence Bittaker i Roy Norris

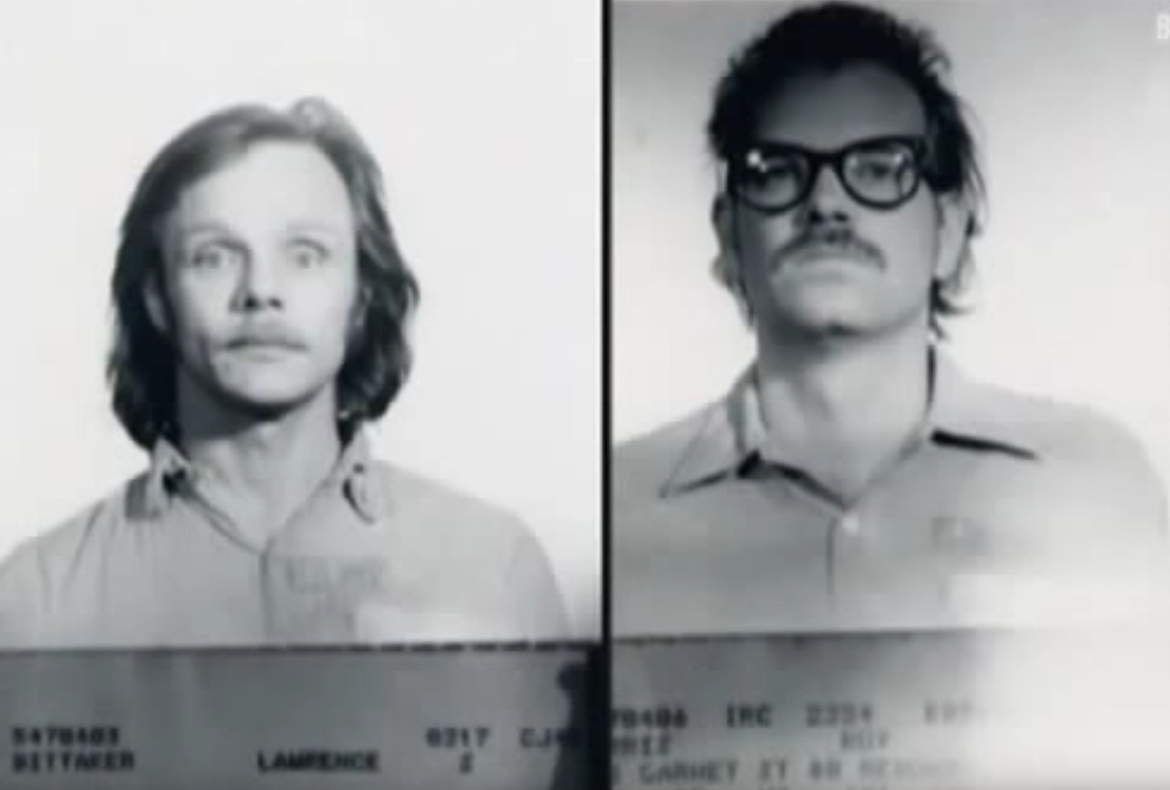
Lawrence Bittaker i Roy Norris

Lawrence Sigmund Bittaker (ur. 27 września 1940 w Pittsburghu, zm. 13 grudnia 2019 w Więzieniu Stanowym San Quentin) i Roy Lewis Norris (ur. 5 lutego 1948 w Greeley, zm. 24 lutego 2020) – amerykańscy seryjni mordercy i gwałciciele, znani jako Zabójcy z narzędziami (ang. Tool Box Killers), którzy wspólnie dopuścili się porwań, gwałtów, tortur i morderstw pięciu nastoletnich dziewcząt od 24 czerwca do 31 października 1979 w południowej Kalifornii.
Zdaniem byłego agenta specjalnego FBI Johna E. Douglasa, Bittaker jest najbardziej niepokojącym przypadkiem, z jakim zetknął się podczas swojej wieloletniej pracy w charakterze profilera kryminalnego. 24 marca 1981 roku Bittaker został skazany na karę śmierci za pięć morderstw. Norris natomiast przyjął ugodę z prokuratorem, zgodnie z którą zgodził się zeznawać na procesie przeciwko Bittakerowi i dzięki temu 7 maja 1980 roku został skazany na karę dożywotniego pozbawienia wolności z możliwością ubiegania się o zwolnienie warunkowe po odbyciu 30 lat kary. 
Bittaker i Norris zyskali przydomek Zabójcy z narzędziami, ponieważ do torturowania i mordowania ofiar używali zwykłych narzędzi, takich jak m.in. obcęgi, młotek, śrubokręt, szpikulec do lodu czy kombinerki.

## Wczesne życie

### Lawrence Bittaker
Lawrence Sigmund Bittaker przyszedł na świat 27 września 1940 roku w Pittsburghu, w stanie Pensylwania, jako niechciane dziecko pary, która postanowiła nie mieć dzieci. Tuż po narodzinach biologiczna matka umieściła Larry’ego w sierocińcu i niedługo potem został adoptowany przez państwo Bittakerów. Przybrany ojciec Larry’ego pracował w fabrykach produkujących samoloty i praca ta wiązała się z częstymi przeprowadzkami po kraju w dzieciństwie chłopaka.
W wieku 12 lat Larry po raz pierwszy zwrócił na siebie uwagę policji, gdy został zatrzymany za kradzież w sklepie. W ciągu następnych czterech lat był kilkakrotnie zatrzymywany za kradzieże w sklepach, a także za różne inne drobne przestępstwa i w wyniku tego trafił do kartoteki policyjnej.
Pomimo wysokiego IQ wynoszącego 138 punktów, Bittaker uważał naukę za żmudne doświadczenie i rzucił szkołę w 1957 roku.
W tamtym czasie mieszkał z przybranymi rodzicami w Kalifornii. Wkrótce potem został aresztowany za kradzież samochodu, ucieczkę z miejsca wypadku i uchylanie się od zatrzymania przez policję. Za te przestępstwa trafił do domu poprawczego California Youth Authority, w którym pozostawał aż do ukończenia 18. roku życia. Po wyjściu na wolność Bittaker odkrył, że jego przybrani rodzice wyrzekli się go i przeprowadzili do innego stanu. Nigdy nie zobaczył już swoich adopcyjnych rodziców.

### Roy Norris
Roy Lewis Norris urodził się 5 lutego 1948 roku w Greeley, w stanie Kolorado. Został poczęty z nieprawego łoża i jego rodzice pobrali się dopiero później, aby uniknąć społecznego ostracyzmu, z którym wiązał się wówczas fakt posiadania nieślubnego dziecka.
Dziadek Norrisa inwestował w nieruchomości, ojciec Roya pracował na złomowisku, a jego matka była gospodynią domową, która cierpiała z powodu uzależnienia od narkotyków. Roy od czasu do czasu mieszkał ze swoimi biologicznymi rodzicami, ale większość swojego dzieciństwa i wieku dojrzewania spędził w rodzinach zastępczych na terenie stanu Kolorado.
Podczas pobytów w rodzinach zastępczych doświadczał tam bardzo poważnego zaniedbania; często nie miał u nich co jeść, ani też co na siebie włożyć. Twierdził również, że był ofiarą molestowania seksualnego, gdy przebywał pod opieką latynoskiej rodziny. Później wyrażał rasistowskie poglądy na temat wszystkich Latynosów.
Mając szesnaście lat Norris, który mieszkał wtedy z biologicznymi rodzicami, odwiedził swoją młodą krewną i zaproponował jej seks, ale ona oburzona jego zachowaniem wyrzuciła go ze swojego domu. Ojciec Norrisa został poinformowany o tym incydencie i zagroził, że pobije za to swojego syna. W odpowiedzi na to, Roy ukradł samochód ojca i pojechał nim w Góry Skaliste, gdzie bezskutecznie próbował popełnić samobójstwo poprzez wstrzyknięcie sobie powietrza do żył. Wkrótce potem został zatrzymany jako uciekinier z domu i wrócił do swoich rodziców. Kiedy wrócił wtedy do nich, rodzice poinformowali go, że zarówno on, jak i jego młodsza siostra byli niechcianymi dziećmi.
Rok później Norris rzucił szkołę i zaciągnął się do służby w Marynarce Wojennej Stanów Zjednoczonych. W latach 1965–1969 Roy stacjonował w bazie lotnictwa marynarki wojennej w San Diego w Kalifornii, skąd został wysłany na wojnę w Wietnamie. Podczas czterech miesięcy tam spędzonych, nie brał jednak udziału w żadnej bitwie. Wrócił do Stanów Zjednoczonych jeszcze tego samego roku.
W trakcie służby w Wietnamie, Norris eksperymentował zarówno z heroiną, jak i marihuaną. Mimo że nie był uzależniony od heroiny, to jednak lubił zażywać marihuanę.

## Pierwsze przestępstwa

### Bittaker
Kilka dni po wyjściu na zwolnienie warunkowe z California Youth Authority, Bittaker został aresztowany przez policję za przejazd skradzionym samochodem przez granicę stanu. W sierpniu 1959 roku Larry został skazany za to na 18 miesięcy pozbawienia wolności, które odbywał w zakładzie poprawczym w Oklahomie. Stamtąd przeniesiono go po jakimś czasie do centrum medycznego dla więźniów federalnych w Springfield, w stanie Missouri, gdzie odbył resztę wyroku.
W 1960 roku Bittaker wyszedł na wolność i wkrótce potem znów powrócił na drogę przestępczą. Po kilku miesiącach od opuszczenia murów zakładu karnego został zatrzymany w Los Angeles za rozbój i w maju 1961 roku skazany na 15 lat więzienia. Podczas pobytu za kratkami psychiatra stwierdził, że ma on manipulacyjny charakter. Lekarz zauważył również, że Bittaker skrywa głęboko w sobie wrogość do społeczeństwa.
Po odbyciu dwóch lat z zasądzonego wyroku, Bittaker wyszedł na zwolnienie warunkowe w 1963 roku. W październiku 1964 roku trafił ponownie za kratki za naruszenie zasad zwolnienia warunkowego. W 1966 roku Larry został zbadany przez dwóch niezależnych od siebie psychiatrów, którzy orzekli zgodnie, że ma psychotyczną osobowość i jest manipulatorem. Jednemu z tych dwu psychiatrów, Bittaker zdradził, że dokonywanie przez niego przestępstw sprawia, że czuje się ważny. Bittakerowi przepisano wtedy leki antypsychotyczne. W czerwcu 1967 roku ponownie wrócił na łono społeczeństwa.
Miesiąc później, w lipcu 1967 roku po raz kolejny został aresztowany za kradzież samochodu i ucieczkę z miejsca wypadku, za które skazano go na pięć lat więzienia. Wyszedł jednak na wolność w kwietniu 1970 roku. W marcu 1971 roku ponownie aresztowano go za włamanie. Ze względu na powtarzające się przypadki łamania zasad zwolnienia warunkowego, tym razem skazano go na karę od sześciu miesięcy do 15 lat więzienia. Trzy lata później znów opuścił zakład karny na zasadzie zwolnienia warunkowego.
W 1974 roku Bittaker został aresztowany za usiłowanie zabójstwa pracownika supermarketu, Gary’ego Louie, który przyłapał go na kradzieży steku. Dogonił następnie Larry’ego na parkingu przed sklepem i zażądał zwrotu skradzionego towaru. W odpowiedzi Bittaker ranił pracownika supermarketu nożem w klatkę piersiową, kilka centymetrów od serca i próbował uciec z miejsca przestępstwa, ale został zatrzymany przez dwóch innych pracowników supermarketu.
Gary Louie przeżył atak, a Bittaker został skazany za usiłowanie zabójstwa i trafił za to do zakładu karnego dla mężczyzn California Men's Colony w San Luis Obispo.

### Norris
W listopadzie 1969 roku Norris został aresztowany za próbę wtargnięcia siłą do samochodu pewnej kobiety z zamiarem jej zgwałcenia. Trzy miesiące później, w lutym 1970 roku Norris próbował włamać się do domu samotnej kobiety, ale kobieta wcześniej zadzwoniła na policję i funkcjonariusze zdołali aresztować go w porę, zanim mógłby zrobić jej krzywdę.
Kilka miesięcy później wojskowi psycholodzy wykryli u niego poważne zaburzenia psychicznie i marynarka wojenna z tego powodu zwolniła go z dalszej służby.
W maju 1970 roku Norris zaatakował studentkę na terenie kampusu San Diego State University. Przewrócił ją na ziemię, a potem uderzył kilka razy jej głową o chodnik. Wkrótce potem został za to skazany na pięć lat pobytu w szpitalu stanowym Atascadero.
W 1975 roku został zwolniony ze szpitala, po ocenie lekarzy, że nie stanowi już zagrożenia dla innych. Zaledwie trzy miesiące po wyjściu na wolność zbliżył się do 27-letniej kobiety idącej do domu z restauracji w Redondo Beach i zaproponował jej przejażdżkę na swoim motorze. Gdy mu odmówiła, Norris zaparkował swój motocykl, chwycił kobietę za chustkę, którą miała owiniętą wokół szyi i zaciągnął ją w pobliskie krzaki. Obawiając się o swoje życie, kobieta nie stawiała mu żadnego oporu podczas aktu gwałtu.
Chociaż poszkodowana kobieta zgłosiła od razu gwałt na policję, funkcjonariusze mieli problemy ze znalezieniem sprawcy. Miesiąc później zgwałcona kobieta zauważyła swojego oprawcę jadącego przez miasto na motocyklu i zapamiętała jego numer rejestracyjny. Norris został aresztowany za gwałt i skazany rok później na karę więzienia, po czym wysłano go do zakładu karnego dla mężczyzn California Men’s Colony w San Luis Obispo. Podczas odsiadki Norris poznał Lawrence’a Bittakera i zaprzyjaźnił się z nim.

## Znajomość
Bittaker i Norris zapoznali się ze sobą w 1977 roku, rok po przybyciu Norrisa do zakładu karnego dla mężczyzn California Men’s Colony w San Luis Obispo. Na początku ich znajomość nie była wiążąca. Według późniejszych zeznań Norrisa, Bittaker uratował go dwa razy przed atakami ze strony innych współwięźniów, którzy nie tolerowali przestępców seksualnych. W ten sposób obaj zbliżyli się do siebie i zaczęli dzielić się swoimi mrocznymi fantazjami na punkcie przemocy seksualnej stosowanej wobec kobiet. Bittaker, który nigdy wcześniej nie popełnił żadnych przestępstw na tle seksualnym powiedział mu, że jeśli kiedyś zgwałci kobietę, to będzie musiał ją następnie zabić, aby pozbyć się świadka.
Z upływem czasu obaj zaczęli rozprawiać na temat porwań i morderstw nastolatek, które zamierzali popełniać po wyjściu na wolność. Te wspólne fantazje rozbudowali do planu morderstw dziewczyn w wieku od trzynastu do dziewiętnastu lat. Obaj przysięgli sobie wtedy, że ponownie nawiążą ze sobą wspólną znajomość, gdy tylko z powrotem znajdą się na wolności.
Bittaker został zwolniony warunkowo z California Men’s Colony w dniu 15 listopada 1978 roku. Wrócił następnie do Los Angeles, gdzie znalazł pracę jako mechanik. Zarabiał tam blisko 1000 dolarów tygodniowo i mimo tego, że był raczej samotnikiem, zaprzyjaźnił się z kilkoma osobami w swoim sąsiedztwie. Przez nielicznych znajomych był uważany za hojnego i pomocnego człowieka, który czasami ofiarowywał pieniądze dla Armii Zbawienia.
Bittaker był szczególnie popularny wśród miejscowych nastolatków, ponieważ zawsze miał piwo i marihuanę w swoim wynajmowanym pokoju w motelu w Burbank i często zapraszał ich do siebie na imprezy.
Dwa miesiące później po wyjściu na wolność Bittakera, 15 stycznia 1979 roku Norris został zwolniony warunkowo z California Men’s Colony i przeniósł się do domu swojej matki w Redondo Beach. Wkrótce znalazł pracę jako elektryk w Compton. Niedługo po tym otrzymał list od Bittakera i obaj spotkali się ze sobą pod koniec lutego w hotelu, gdzie odnowili swoje plany dotyczące porywania i gwałcenia nastolatek.
Aby umożliwić im skuteczne porywanie dziewcząt, Bittaker podsunął pomysł zakupu furgonetki, zamiast zwykłego samochodu. Dzięki pomocy finansowej ze strony Norrisa, Bittaker zakupił srebrną furgonetkę dostawczą marki GMC rocznik 1977 w lutym 1979 roku. Pojazd ten nie miał bocznych okien oraz posiadał duże przesuwane drzwi za fotelem pasażera, przez które zamierzali wciągać dziewczyny do środka, w razie odmowy propozycji podwiezienia. Bittaker i Norris nazwali furgonetkę Morderczy Mack.

## Morderstwa
Od lutego do czerwca 1979 roku Bittaker i Norris podwieźli swoją furgonetką ponad dwadzieścia autostopowiczek, nie robiąc im przy tym żadnej krzywdy. Robili to tylko dlatego, aby lepiej poznać sposób zachowania nastolatek, który miał zaprocentować dla nich w przyszłości. Pod koniec kwietnia odkryli także ustronne miejsce w górach San Gabriel, do którego mieli zawozić swoje przyszłe ofiary. Bittaker wyłamał łomem kłódkę w bramie na drodze pożarowej i zastąpił ją własną.

### Wykaz ofiar
| Lp. | Nazwisko        | Wiek | Data morderstwa      | Miejsce morderstwa |
| --- | --------------- | ---- | -------------------- | ------------------ |
| 1.  | Cindy Schaeffer | 16   | 24 czerwca 1979      | Redondo Beach      |
| 2.  | Andrea Hall     | 18   | 8 lipca 1979         | Redondo Beach      |
| 3.  | Jackie Gilliam  | 15   | 5 września 1979      | Hermosa Beach      |
| 4.  | Leah Lamp       | 13   | 5 września 1979      | Hermosa Beach      |
| 5.  | Shirley Ledford | 16   | 31 października 1979 | Los Angeles        |

### Cindy Schaeffer
Bittaker i Norris zabili swoją pierwszą ofiarę, 16-letnią Cindy Schaeffer w niedzielę, 24 czerwca 1979 roku. Schaeffer była ostatni raz widziana żywa po wyjściu z kościoła prezbiteriańskiego w Redondo Beach. Rankiem tamtego dnia Bittaker i Norris skończyli budowę łóżka, które zainstalowali w tylnej części furgonetki, pod którym schowali narzędzia, ubrania oraz chłodziarkę pełną piwa i napojów bezalkoholowych. Około 11.00 przed południem, obaj wyruszyli furgonetką na plażę, gdzie mieli zamiar spożywać piwo i flirtować z dziewczynami.
Około 17.00 Norris zauważył Schaeffer idącą boczną uliczką i powiedział do Bittakera: Oto jest słodka, mała blondyneczka.
Następnie po bezskutecznej próbie zachęcenia Cindy do wejścia do ich furgonetki pod pozorem zapalenia marihuany i podwiezienia do domu, Bittaker i Norris pojechali kawałek dalej i zaparkowali swoje auto obok podjazdu. Norris następnie wyszedł z furgonetki, udając, że robi coś przy przesuwanych drzwiach za fotelem pasażera. Kiedy Cindy Schaeffer przechodziła obok, Norris chwycił ją w pół, po czym wciągnął szarpiącą się i krzyczącą dziewczynę do furgonetki. Podczas szamotaniny Schaeffer zgubiła jeden but, który pozostał na chodniku, w miejscu jej uprowadzenia. Aby stłumić jej krzyki Bittaker pogłośnił radio, a Norris w tym czasie skrępował jej ręce i nogi, a usta zakleił taśmą. Potem skierowali pojazd w stronę gór San Gabriel, gdzie mieli już przygotowaną kryjówkę.
Pomimo początkowych krzyków w momencie porwania, Cindy Schaeffer szybko odzyskała panowanie nad sobą. Bittaker powiedział później śledczym, że chyba przeczuwała co się święci. Przestała płakać i nie stawiała im więcej oporu. Po dojechaniu do kryjówki, Bittaker wysiadł z furgonetki na spacer, wtedy Norris zgwałcił kilkakrotnie dziewczynę, zmuszając ją w przerwach pomiędzy kolejnymi gwałtami do seksu oralnego. Później wrócił Bittaker i także zgwałcił dziewczynę. W pewnym momencie Schaeffer zapytała Norrisa, czy zamierzają ją zabić, na co on odparł: Nie. Dziewczyna wiedziała jednak, że nadchodzi jej koniec, więc poprosiła ich, aby dali jej chwilę, żeby mogła się pomodlić przed śmiercią, ale nie zgodzili się na to.
Norris następnie próbował ją udusić gołymi rękami, ale po około 45 sekundach bezskutecznego duszenia, zrobiło mu się niedobrze i wybiegł z furgonetki, aby zwymiotować. Bittaker zaczął także dusić ją rękami, ale dziewczyna wciąż żyła, leżąc na ziemi w konwulsjach. Później jednak udusił dziewczynę przy pomocy drucianego wieszaka.
Ciało Cindy Schaeffer owinęli w prysznicową zasłonę i zrzucili w dół stromego kanionu. Bittaker zapewnił wtedy Norrisa, mówiąc: Zwierzęta ją zjedzą i nie będzie żadnych dowodów.

### Andrea Hall
Dwa tygodnie po zabójstwie Cindy Schaeffer, 8 lipca 1979 roku Bittaker i Norris zauważyli 18-letnią Andreę Hall próbującą złapać autostopa przy autostradzie Pacific Coast Highway. Kiedy zamierzali do niej podjechać swoją furgonetką, inny samochód jadący przed nimi zatrzymał się przy dziewczynie i zabrał ją do środka. Bittaker i Norris jechali za tym autem do momentu, aż Andrea Hall wysiadła z niego w Redondo Beach.
Wtedy Norris ukrył się w tylnej części furgonetki, aby oszukać dziewczynę, że Bittaker podróżuje sam. Larry następnie zatrzymał się przy 18-latce i zaproponował podwiezienie, na co ona ochoczo przystała. Podczas jazdy dziewczyna zwierzyła się Bittakerowi, ze jedzie odwiedzić swojego chłopaka mieszkającego w Wilmington, dzielnicy Los Angeles. W pewnym momencie Bittaker zaproponował dziewczynie, żeby poczęstowała się zimnym napojem, który znajdował się w zgrzewce w tylnej części furgonetki. Kiedy Andrea sięgnęła po napój, Norris nagle wyłonił się ze swej kryjówki i rzucił się na dziewczynę. Po intensywnej walce wykręcił 18-latce rękę za plecami, powodując tym samym, że krzyknęła z bólu. Następnie zakneblował jej usta taśmą klejącą i związał jej nadgarstki i nogi w kostkach.
Hall została zabrana przez nich do tej samej kryjówki w górach San Gabriel, do której wcześniej zawieźli Cindy Schaeffer. Na miejscu osiemnastolatka została dwukrotnie zgwałcona przez Bittakera i raz przez Norrisa. Kiedy Bittaker gwałcił ją drugi raz, Norris zauważył światła nadjeżdżającego samochodu w pobliżu i poinformował o tym swojego kompana. Bittaker zacisnął wówczas dłoń na ustach Hall i zaciągnął zmaltretowaną dziewczynę w pobliskie krzaki, a Norris w tym czasie wybrał się na bezskuteczne poszukiwania tamtego pojazdu. Kiedy wrócił, zabrali dziewczynę w bardziej odludną część gór, gdzie Bittaker zmuszał dziewczynę do chodzenia wokół nich nago i zmuszał ją do wykonywania na nim seksu oralnego. Potem Larry zmusił dziewczynę, aby pozowała mu do zdjęć robionych aparatem typu Polaroid.
Bittaker i Norris zabrali 18-latkę do jeszcze innego miejsca, gdzie Norris zostawił ich samych i pojechał do pobliskiego sklepu kupić alkohol. Gdy wrócił, Bittaker był sam i miał dwa inne zdjęcia zrobione Andrei Hall, na których widać było wykrzywioną bólem i przerażeniem twarz dziewczyny błagającej go o pozostawienie przy życiu. Bittaker poinformował wówczas Norrisa, że powiedział 18-latce, że zamierza ją zabić i chce, aby podała mu argumenty, dla których miałby tego nie robić, a następnie szpikulcem do lodu przebił oboje uszu dziewczyny aż do mózgu. Przy drugim ciosie złamał się uchwyt od szpikulca i ostrze utkwiło w czaszce dziewczyny. Kiedy dziewczyna wciąż żyła, Bittaker udusił ją gołymi rękami, a następnie rzucił jej ciało do urwiska.

### Jackie Gilliam i Leah Lamp
3 września 1979 roku Bittaker i Norris obserwowali dwie dziewczyny, 15-letnią Jackie Gilliam i 13-letnią Leah Lamp siedzące na ławce przystanku autobusowego znajdującego się blisko Hermosa Beach. Lamp i Gilliam podróżowały autostopem wzdłuż Pacific Coast Highway i odpoczywały przed kolejną podróżą. Bittaker i Norris wyszli z propozycją przejażdżki ich furgonetką, na którą Gilliam i Lamp się zgodziły. Siedząc już w środku, Norris zaoferował obu dziewczynom skręta, te go przyjęły.
Wkrótce po wejściu do furgonetki obie nastolatki zauważyły, że Bittaker zjechał z autostrady Pacific Coast Highway i skierował vana w stronę gór San Gabriel. Kiedy zaczęły protestować, Bittaker i Norris próbowali rozwiać ich obawy wymówkami, one jednak w nie nie uwierzyły. Gdy 13-letnia Lamp próbowała otworzyć przesuwane drzwi za fotelem pasażera, Norris uderzył ją w głowę torbą wypełnioną ołowianymi ciężarkami, na krótko powodując utratę jej przytomności, po czym zaczął obezwładniać 15-letnią Jackie Gilliam. Kiedy zaczął wiązać i kneblować Gilliam, Leah Lamp odzyskała przytomność i znów usiłowała uciec z vana. Norris wykręcił jej rękę za plecami i wciągnął z powrotem do furgonetki. Wywiązała się pomiędzy nimi walka. Bittaker zauważył kilka osób grających w tenisa na pobliskich kortach tenisowych i obawiając się, że krzyki dziewczyn mogą ich zaalarmować, zatrzymał vana, a następnie uderzył w twarz Gilliam i pomógł Norrisowi w krępowaniu i kneblowaniu obu dziewczyn.
Gilliam i Lamp zostały wywiezione w głąb gór San Gabriel, gdzie były trzymane w niewoli przez prawie dwa dni. Mężczyźni gwałcili je tam i bili. W pewnym momencie Bittaker zabrał Lamp na pobliskie wzgórze i zmusił ją tam, żeby pozowała mu do zdjęć pornograficznych, a potem oboje wrócili do furgonetki. Norris również zrobił kilka zdjęć zrobionych Polaroidem przerażonej Gilliam. Najpierw, gdy była naga, a potem w ubraniu. Przez cały okres niewoli Bittaker zgwałcił Gilliam trzy razy, a podczas jednego gwałtu nagrał na taśmie to co z nią robił, zmuszając dziewczynę, żeby udawała, że jest jego kuzynką. Bittaker wbił w obie piersi Gilliam szpikulec do lodu i za pomocą kombinerek oderwał jej jedną brodawkę.
Po niespełna dwóch dniach niewoli, Lamp i Gilliam zostały zamordowane. Bittaker wbił Gilliam w każde ucho szpikulec do lodu, potem ją udusił, po czym wyciągnął z vana Lamp. Bittaker krzyknął wówczas do niej: – Chciałaś zostać dziewicą, to teraz umrzesz jak dziewica!  po czym Norris uderzył ją w głowę dużym młotem. Bittaker następnie dusił dziewczynę do momentu, aż wydało mu się, że nie żyje. Gdy jednak Lamp otworzyła oczy, Norris uderzył ją jeszcze kilkakrotnie młotem, a Bittaker dusił ją do momentu, aż skonała.
Zwłoki Jackie Gilliam i Leah Lamp zostały przez nich zrzucone z nasypu Chaparral.

### Lynette Ledford
Swoją ostatnią ofiarę, 16-letnią Lynette Ledford, Bittaker i Norris uprowadzili w wieczór Halloween, 31 października 1979 roku. Ledford została przez nich porwana, gdy stała przed stacją benzynową i próbowała złapać okazję, aby dostać się do domu z pracy w dzielnicy Sunland-Tujunga w Los Angeles. Śledczy uważali, że Ledford przyjęła propozycję podwiezienia od Bittakera i Norrisa, ponieważ poznała Bittakera, który często jadał w restauracji, w której dziewczyna pracowała na pół etatu jako kelnerka.
Po zaakceptowaniu oferty podwiezienia do domu i wejściu do vana, Norris zaproponował Ledford skręta, którego ona jednak odmówiła. Bittaker pojechał furgonetką do zacisznej ulicy, gdzie Norris wyciągnął nóż, a następnie związał i zakneblował Ledford taśmą budowlaną.
Bittaker następnie zamienił się miejscami z Norrisem, który jeździł bez celu po mieście przez ponad godzinę, podczas gdy Bittaker przebywał w tym czasie razem z Ledford w tylnej części furgonetki. Po usunięciu taśmy budowlanej z ust i nóg dziewczyny, Bittaker zaczął dręczyć Ledford: początkowo uderzając ją i przedrzeźniając, a potem bijąc ją wielokrotnie i krzycząc na nią, aby "coś powiedziała", a gdy w końcu Ledford zaczęła krzyczeć, krzyczał na nią, aby "krzyczała głośniej". Gdy Ledford nadal krzyczała, Bittaker pytał ją nadal bijąc: Co się stało. „Nie lubisz krzyczeć?”.
Kiedy Lynette Ledford zaczęła płakać, błagała również Bittakera, mówiąc: – Nie, nie dotykaj mnie. – W odpowiedzi Bittaker znowu kazał jej krzyczeć tak głośno jak to możliwe, a później zaczął na przemian uderzać ją młotkiem, bijąc pięściami w piersi i torturując obcęgami, a przy tym gwałcąc ją waginalnie i analnie. Wielokrotnie Ledford błagała go, żeby przestał i ciągle powtarzała: – O nie, nie! Wszystkie tortury i gwałty, których się na niej dopuścili nagrali na taśmę magnetofonową. Norris powiedział później podczas przesłuchania, że podczas jazdy słyszał ciągłe krzyki dobiegające z tylnej części furgonetki. Bittaker na koniec włożył dziewczynie obcęgi do pochwy i odbytu i rozerwał jej narządy wewnętrzne.
Kiedy Norris zamienił się w końcu miejscami z Bittakerem, zmusił najpierw Lynette Ledford do seksu oralnego, a następnie ponownie włączył magnetofon, który był włączony wcześniej przez większość czasu, który Bittaker spędził sam na sam z szesnastolatką. Norris wrzasnął wtedy do Ledford: – Śmiało krzycz, albo zaraz sprawię, że będziesz darła się w niebogłosy. W odpowiedzi Ledford mówi: – Będę krzyczeć, jeśli przestaniesz mnie bić. – Potem słychać kilka piskliwych wrzasków wydobywających się z gardła zmaltretowanej dziewczyny, a potem znów daje się słyszeć głos Norrisa: – Krzycz mała, krzycz, dopóki nie powiem stop.
Norris następnie sięgnął po młot, a widząc to Lynette Ledford krzyknęła: – O, nie! – Potem Roy uderzył raz dziewczynę w lewy łokieć. Dziewczyna płacząc poinformowała wtedy mężczyznę, że złamał jej łokieć i zaczęła błagać: – Nie bij mnie ponownie. – W odpowiedzi Norris podniósł młot do góry, a Ledford zaczęła wielokrotnie krzyczeć: – Nie! – Później Roy uderzył ją w to samo miejsce 25 razy z rzędu, mówiąc jej: – Co ty tak ciągle szlochasz?! – podczas gdy Lynette przez cały ten czas płakała i krzyczała.
Po około dwóch godzinach trzymania w niewoli, Norris zabił Lynette Ledford przy użyciu wieszaka z drutu, którego oba końce zacisnął obcęgami. Ledford nie broniła się zbyt długo podczas duszenia i zmarła z otwartymi oczami. Bittaker następnie zdecydował, że wyrzucą jej ciało na losowo wybrany trawnik, aby zobaczyć reakcję prasy na to co zrobili. Obaj pojechali do losowo wybranego domu w Sunland i wyrzucili zwłoki dziewczyny do rabatki obsadzonej bluszczem.
Zmasakrowane ciało Lynette Ledford zostało znalezione przez mężczyznę uprawiającego jogging następnego dnia rano. Autopsja wykazała, że poniosła śmierć na skutek uduszenia, a na jej twarzy, głowie, piersiach i lewym łokciu widać było liczne złamania. Jej pochwa i odbyt były rozerwane, ponadto jej lewa ręka nosiła ślady nakłuć, a jeden z palców prawej ręki został całkowicie zmiażdżony.

## Śledztwo
W listopadzie 1979 roku Roy Norris spotkał się ze swoim przyjacielem, Jimmym Daltonem, którego poznał wcześniej podczas odsiadki w California Men's Colony. Norris zwierzył się temu mężczyźnie o wyczynach, jakich dopuszczał się razem z Bittakerem w ciągu ostatnich pięciu miesięcy. Opisał między innymi ze szczegółami zabójstwo Lynette Ledford, jedynej wówczas ofiary, której ciało zostało znalezione. Norris ujawnił także Daltonowi, że oprócz pięciu morderstw on i Bittaker próbowali uprowadzić jeszcze trzy inne dziewczyny, ale ostatecznie nic z tego nie wyszło.
Po wysłuchaniu przerażających opowieści Norrisa, Dalton skontaktował się ze swoim adwokatem, który poradził mu, aby poinformował o wszystkim policję. Dalton zgodził się i razem ze swoim adwokatem powiadomił Departament Policji Los Angeles, który z kolei przekazał sprawę dwóch mężczyzn policji w Redondo Beach.
Detektyw z wydziału zabójstw policji w Redondo Beach, Paul Bynum został przydzielony do zbadania historii Daltona dotyczącej zwierzeń Norrisa w sprawie morderstw, porwań i gwałtów, których miał dopuścić się od czerwca do października. Bynum wstępnie zauważył, że zeznania Daltona pokrywają się z raportami dotyczącymi kilku nastoletnich dziewcząt, które zaginęły w ciągu ostatnich pięciu miesięcy. Ponadto Norris wspomniał Daltonowi o incydencie z 30 września, kiedy to razem z Bittakerem spryskali gazem łzawiącym twarz kobiety, a następnie wciągnęli ją do furgonetki i zgwałcili, po czym wypuścili ją. Poszkodowaną kobietą była Robin Robeck, która zgłosiła gwałt na policję, ale nie była w stanie zidentyfikować swoich oprawców.
Bynum wysłał innego detektywa do domu Robin Robeck w stanie Oregon, której pokazano serię zdjęć policyjnych przedstawiających wielu podejrzanych mężczyzn aresztowanych w ostatnich latach za różne przestępstwa. Kobieta przeglądając dokładnie zdjęcia, wybrała z nich dwie fotografie przedstawiające Lawrence’a Bittakera i Roya Norrisa i powiedziała, że to właśnie oni porwali ją, a następnie zgwałcili.

## Aresztowanie
Po powiązaniu Bittakera i Norrisa z gwałtem na Robin Robeck, policja z Hermosa Beach rozpoczęła inwigilację Norrisa. W ciągu kilku dni obserwacji zauważono, że Norris handluje marihuaną. 20 listopada 1979 roku Norris został aresztowany przez policję w Hermosa Beach za naruszenie zasad zwolnienia warunkowego. Tego samego dnia policja zatrzymała również Bittakera w motelu „Scott” w Burbank, w którym mieszkał, i oskarżyła go o gwałt na Robin Robeck.
Chociaż Robeck pozytywnie zidentyfikowała swoich oprawców na zdjęciach policyjnych, to jednak nie potrafiła rozpoznać ich podczas okazania na posterunku policji. Niemniej jednak policja miała dowody na Norrisa, że handlował marihuaną, a podczas aresztowania Bittakera znaleziono w jego pokoju w motelu narkotyki. Obaj zostali oskarżeni o naruszenie zasad zwolnienia warunkowego.
W trakcie przeszukiwania mieszkania Bittakera znaleziono kilka zdjęć zrobionych Polaroidem, na których widniały zaginione Andrea Hall i Jackie Gilliam. Wewnątrz furgonetki Bittakera detektywi znaleźli młotek, plastikową torbę wypełnioną ołowianymi ciężarkami, książkę szczegółowo opisującą znalezienie częstotliwości policyjnej radiostacji, słoik wazeliny, dwa naszyjniki (później potwierdzono, że należały one do dwóch ofiar) oraz kasetę magnetofonową z nagraniem krzyczącej i błagającej o litość młodej kobiety podczas tortur i gwałtów jakich się na niej dopuszczono. Później matka Lynette Ledford przesłuchując nagranie zidentyfikowała głos swojej córki, natomiast głosy nagranych na taśmę dwóch mężczyzn, którzy znęcali się nad dziewczyną zidentyfikowano jako należącego do Roya Norrisa i Lawrence’a Bittakera. W pokoju motelowym Bittakera odkryto również siedem butelek z kwasem. Później śledczy dowiedzieli się, że Bittaker zamierzał użyć ich na kolejnej ofierze.
Natomiast w mieszkaniu Norrisa policja znalazła bransoletkę, którą zabrał martwej Lynette Ledford i zatrzymał dla siebie jako pamiątkę. Ponadto w mieszkaniach obu mężczyzn odkryto zdjęcia blisko 500 dziewcząt i młodych kobiet, z których większość najprawdopodobniej została przez nich podwieziona w Redondo Beach i Hermosa Beach. Większość tych fotografii została zrobiona bez wiedzy i zgody dziewczyn.

### Zeznanie
30 listopada 1979 roku Norris był obecny na rozprawie wstępnej, podczas której wypytywano go o gwałt z 30 września. W trakcie przesłuchania Norris był wyraźnie zdenerwowany. Zanim detektyw Bynum i zastępca prokuratora okręgowego Stephen Kay zaczęli go przesłuchiwać, Norris zrezygnował z odczytywania mu praw Mirandy, tj. poinformowania o skutkach prawnych współpracy z policją. Początkowo przesłuchiwano go w odniesieniu do gwałtu popełnionego na Robin Robeck, a następnie w stosunku do zeznań przekazanych policji przez Jimmy’ego Daltona i dowodów znalezionych w mieszkaniach jego i Bittakera.
Początkowo Norris kategorycznie zaprzeczał swojemu udziałowi w zabójstwach, gwałtach i zaginięciach, jednak po konfrontacji z dowodami, które zebrali przeciwko niemu śledczy, Roy zaczął stopniowo przyznawać się do winy, chociaż próbował przedstawiać Bittakera jako bardziej winnego od siebie. Norris ujawnił, że on i Bittaker zazwyczaj jeździli po Pacific Coast Highway i zatrzymywali się przy atrakcyjnych nastolatkach, proponując im podwiezienie, a także pozując z nimi do zdjęć i paląc wspólnie marihuanę. Większość dziewcząt, przy których się zatrzymali, nie uległa ich podstępnym propozycjom mającym na celu wejście do furgonetki. Spośród pięciu zamordowanych dziewcząt, tylko jedna została wciągnięta do środka siłą, natomiast cztery pozostałe dobrowolnie weszły do ich auta.
Wewnątrz furgonetki dziewczyny były obezwładniane, związywano im ręce i nogi, a usta kneblowano, po czym wywożono je do odludnych rejonów gór San Gabriel, gdzie obaj mężczyźni wykorzystywali je seksualnie. Potem były zazwyczaj zabijane przez uduszenie za pomocą drucianego wieszaka, chociaż dwóm z nich zanim je uduszono wbito najpierw do uszu szpikulec do lodu. Norris przyznał się także do zmiażdżenia młotkiem głowy Leah Lamp, zanim Bittaker ją udusił i przyznał się również do wielokrotnego uderzania młotkiem w łokieć Lynette Ledford, zanim udusił ją na śmierć. Butelki z kwasem, które znaleziono w pokoju motelowym Bittakera zdaniem Norrisa były przeznaczone do zastosowania na kolejnej ofierze, którą zamierzali uprowadzić.
Zgodnie z zeznaniami Norrisa, poziom brutalności Bittakera narastał z każdym kolejnym zwabieniem dziewczyny do ich furgonetki. Ich ostatnia ofiara, Lynette Ledford błagała ich, żeby ją jak najszybciej zabili, ponieważ pragnęła aby jej agonia mogła się wreszcie skończyć. Norris wiedział również, że ich pierwsza ofiara, Cindy Schaeffer wyszła z Kościoła Prezbiteriańskiego krótko przed tym zanim została porwana, a potem zgubiła jeden but w trakcie szamotaniny z nim tuż przed wciągnięciem jej do furgonetki Bittakera. Norris ujawnił także, że część przodków Lynette Ledford była latynoskiego pochodzenia i że Bittaker wcześniej bezskutecznie próbował ją zaprosić kilka razy na randkę.
W oświadczeniu prasowym dotyczącym śledztwa policji w sprawie morderstw wyemitowanym 7 lutego 1980 roku, szeryf hrabstwa Los Angeles, Peter Pitchess podał do publicznej wiadomości, że ofiary zostały poddane sadystycznym i barbarzyńskim torturom dodając, że będzie domagał się, aby zarówno Bittakera, jak i Norrisa oskarżyć o popełnienie pięciu morderstw pierwszego stopnia. Szeryf Pitchess stwierdził również, że 60 młodych kobiet przedstawionych na zdjęciach zrobionych Polaroidem i znalezionych w mieszkaniach Bittakera i Norrisa zostało odnalezionych całe i zdrowe.
Niemniej jednak Pitchess stwierdził także, że policja zidentyfikowała również 19 kobiet przedstawionych na zdjęciach jako osoby, które zostały zgłoszone jako zaginione. Dodał też, że te nastoletnie dziewczęta i młode kobiety mogły również zostać zamordowane, jednak nie dysponowano żadnymi dowodami na potwierdzenie, że tych 19 sfotografowanych młodych kobiet padło ofiarami Bittakera i Norrisa.
Jedna z osób przedstawionych na zdjęciach polaroidowych przejętych od Bittakera i Norrisa ukazywała niezidentyfikowaną młodą, białą kobietę, samą z oboma mężczyznami, w warunkach bardzo zbliżonych do zdjęć przedstawiających znane ofiary, takie jak Andrea Hall, Leah Lamp i Jackie Gilliam. Młoda kobieta na zdjęciach nigdy nie została zidentyfikowana. Śledczy są zdania, że osoba ta została najprawdopodobniej zamordowana przez Bittakera i Norrisa.

### Poszukiwania w górach San Gabriel
Norris zgodził się zabrać śledczych w głąb gór San Gabriel i pomóc im w poszukiwaniach ciał dziewcząt, do których porwań i morderstw się przyznał. Za każdym razem Norris prowadził ich w miejsca, gdzie on i Bittaker pozbywali się zwłok. Pomimo szeroko zakrojonych poszukiwań nigdy nie udało się odnaleźć ciał Cindy Schaeffer i Andrei Hall. Niemniej jednak w dniu 9 lutego 1980 roku na dnie kanionu obok suchego koryta rzeki odnaleziono szkielety Leah Lamp i Jackie Gilliam. Części ciała obu dziewczyn za sprawą leśnych zwierząt zostały rozrzucone na obszarze setek metrów. Szpikulec do lodu w dalszym ciągu tkwił w czaszce Jackie Gilliam, natomiast czaszka Leah Lamp nosiła ślady licznych wgnieceń powstałych za sprawą uderzeń młotkiem przez Norrisa.
W lutym 1980 roku Norris i Bittaker formalnie zostali oskarżeni o zamordowanie pięciu dziewcząt. Podczas rozprawy Bittakerowi odmówiono zwolnienia za kaucją, natomiast w przypadku Norrisa kaucja została ustalona na sumę 10 tysięcy dolarów. Miesiąc później, Norris przyjął ugodę z prokuratorem, w której miał zeznawać przeciwko Bittakerowi w zamian za to, że nie będzie wobec niego żądać kary śmierci na swoim procesie.

## Przyznanie się do winy
18 marca 1980 roku Roy Norris przyznał się do popełnienia czterech morderstw pierwszego stopnia, natomiast w stosunku do ofiary Andrei Hall przyznał się do popełnienia morderstwa drugiego stopnia. Formalne skazanie zostało odroczone do dnia 7 maja.
W zamian za przyznanie się do winy i zeznawanie przeciwko Lawrence’owi Bittakerowi w nadchodzącym procesie, prokuratorzy zgodzili się nie żądać wobec niego ani kary śmierci ani też dożywotniego pozbawienia wolności bez możliwości ubiegania się o zwolnienie warunkowe.
Przed jego skazaniem w dniu 7 maja, Norris spędził wiele godzin na rozmowach z kuratorem sądowym, który chciał mu się bliżej przyjrzeć w kontekście zwolnienia warunkowego w przyszłości. Ten kurator sądowy zeznał później na procesie Norrisa, że Roy w rozmowach z nim ukazywał Bittakera jako osobnika znacznie gorszego od siebie, natomiast dla niego samego bardziej od samego gwałtu popełnionego na dziewczynach liczyła się całkowita dominacja nad nimi. Kurator sądowy dodał także, że Norris nigdy nie wykazał choćby cienia skruchy ani współczucia dla swoich ofiar. Stwierdził także, że oskarżony przejawia pragnienia w zadawaniu bólu i tortur kobietom. Podsumowując kurator sądowy uznał Norrisa za skrajnego socjopatę, który nie nadaje się do jakiejkolwiek formy resocjalizacji.
7 maja 1980 roku Roy Norris został skazany na karę dożywotniego pozbawienia wolności z możliwością ubiegania się o zwolnienie warunkowe od 2010 roku.

### Postawienie w stan oskarżenia
24 kwietnia 1980 roku Lawrence Bittaker został postawiony w stan oskarżenia. Usłyszał wtedy 29 zarzutów o porwanie, gwałt, sodomię, morderstwo i nielegalne posiadanie broni palnej. Został także oskarżony o nakłanianie dwóch współwięźniów w grudniu 1979 roku, aby zamordowali Robin Robeck w celu zapobieżenia jej zeznaniom przeciwko niemu w nadchodzącym procesie. (Później jednak oskarżenia przeciwko Bittakerowi i Norrisowi w sprawie gwałtu na Robin Robeck zostały wycofane ze względu na brak dowodów oraz nierozpoznanie ich przez ofiarę na posterunku policji podczas okazania.)
Gdy sędzia William Hollingsworth zapytał oskarżonego, czy przyznaje się do winy, Bittaker milczał i odmawiał udzielania odpowiedzi na wszelkie pytania. Wówczas sędzia w jego imieniu stwierdził, że oskarżony nie przyznaje się do winy.

## Proces
Proces Lawrence’a Bittakera rozpoczął się 19 stycznia 1981 w Torrance. Ławie przysięgłych przewodniczył sędzia Thomas Fredericks.
Głównym świadkiem oskarżenia był Roy Norris, który zaczął zeznawać od 22 stycznia. Norris opowiedział jak poznał Bittakera w więzieniu i jak obaj opracowali tam plan porywania, gwałcenia i mordowania nastolatek. Norris opowiedział ze szczegółami o każdym z pięciu morderstw, a także o zgwałceniu Robin Robeck w dniu 30 września 1979 roku i nieudanej próbie uprowadzenia kobiety o nazwisku Jan Malin tego samego dnia.
Kilku świadków zeznało, że Bittaker pokazywał im zdjęcia ofiar, które zatrzymał sobie jako pamiątki. 17-letnia Christina Dralle, która była sąsiadką Bittakera w motelu Scott w Burbank zeznała, że Larry pokazywał jej zdjęcia Polaroidowe, które zrobił zamordowanej Jackie Gilliam. Innym świadkiem, który złożył obciążające zeznania był Lloyd Douglas, który dzielił celę w areszcie z Bittakerem, po zatrzymaniu Larry’ego w listopadzie 1979 roku. Douglas zeznał, że Bittaker opowiedział mu ze szczegółami o torturach jakich dopuścił się wobec Jackie Gilliam i Lynette Ledford.
Obrona utrzymywała, że to Norris był faktycznym sprawcą morderstw, przy których Bittaker jedynie mu asystował.
Najbardziej obciążającym dowodem przedstawionym na procesie Bittakera było 17-minutowe nagranie na kasecie magnetofonowej, na której obaj mordercy nagrali gwałty i tortury jakich się dopuścili przed śmiercią na 16-letniej Lynette Ledford. Kaseta magnetofonowa, która została znaleziona wewnątrz furgonetki Bittakera została odtworzona na sali sądowej w dniu 29 stycznia.
Ponad 100 osób będących wówczas na sali sądowej, kiedy odtworzono nagranie, w tym większość członków ławy przysięgłych i zgromadzonej publiczności otwarcie płakało słysząc przerażającą zawartość kasety magnetofonowej. Bittaker natomiast podczas odsłuchiwania nagrania na sali sądowej przez cały czas tylko się uśmiechał.
Dwukrotnie podczas całego procesu prokurator Stephen Kay uronił łzy. Po odsłuchaniu taśmy z gwałtów i tortur popełnionych na Lynette Ledford Kay wyszedł z sali sądowej i płacząc otwarcie powiedział do zgromadzonych wokół niego dziennikarzy: – Każdy, kto słyszał to nagranie, wie teraz jakich cierpień doświadczyły zamordowane dziewczyny.
5 lutego 1981 roku Bittaker zeznawał we własnej obronie. Oskarżony odmówił podania jakichkolwiek informacji na temat uprowadzenia i zamordowania Cindy Schaeffer. Twierdził natomiast, że zapłacił Andrei Hall za seks i pozowanie mu do zdjęć. Bittaker miał podobne wyjaśnienia odnośnie do morderstw Jackie Gilliam i Leah Lamp. Twierdził, że Gilliam przyjęła od niego pieniądze w zamian za seks i pozowanie mu do zdjęć i że ostatni raz widział obie dziewczyny sam na sam z Norrisem wewnątrz furgonetki. W odniesieniu do morderstwa Lynette Ledford przekonywał, że dziewczyna zgodziła się teatralnie krzyczeć podczas nagrania na kasecie magnetofonowej i nie była torturowana w jego obecności, tylko wtedy, kiedy znajdowała się sam na sam z Norrisem.
Proces Bittakera trwał ponad trzy tygodnie. 10 lutego 1981 roku prokurator i adwokat wygłosili swoje mowy końcowe. W trakcie swojej przemowy prokurator Stephen Kay przeprosił ławę przysięgłych, że prosi ich tylko o karę śmierci, dodając, że chciałby takiego prawa pozwalającemu mu zażądać takich samych cierpień, jakie wyrządził Bittaker swoim ofiarom. Trzymając uniesione do góry zdjęcia wszystkich pięciu zamordowanych dziewcząt, Kay zwrócił się do przysięgłych: – Proszę o karę śmierci dla Bittakera, który jest jednym z najbardziej szokujących i brutalnych przypadków w historii amerykańskiej kryminalistyki. – Prokurator dodał także: – Jeśli kara śmierci nie jest właściwą w tym przypadku, to jaka w takim razie kara będzie sprawiedliwa?
Adwokat Albert Garber próbował zdyskredytować przed przysięgłymi zeznania Roya Norrisa, argumentując na rzecz swojego klienta, że to Norris był rzeczywistym sprawcą wszystkich morderstw. Adwokat zarzucił prokuratorom, że pragną żądzy krwi. Garber odniósł się także do wcześniejszych zeznań psychologa Michaela Maloneya, który zaświadczył, że Bittaker nie potrafi wczuć się w uczucia i emocje innych ludzi. Obrona przyznała także, że przedstawiono wystarczające dowody na procesie, aby skazać Bittakera.
17 lutego 1981 roku po trwających trzy dni obradach, ława przysięgłych uznała Bittakera winnym popełnienia pięciu morderstw pierwszego stopnia. Rozważania na temat tego, czy Bittaker powinien zostać skazany na karę śmierci czy na dożywotnie pozbawienie wolności bez możliwości ubiegania się o zwolnienie warunkowe rozpoczęły się 19 lutego.
Po zaledwie 90 minutach narady ława przysięgłych ustaliła werdykt. Bittaker został skazany na karę śmierci w komorze gazowej. Oskarżony z kamiennym wyrazem twarzy przyjął decyzję przysięgłych. Sędzia Thomas Fredericks następnie nakazał Bittakerowi do stawienia się w sądzie 24 marca, kiedy to miał zostać formalnie skazany.
24 marca 1981 roku zgodnie z zaleceniem ławy przysięgłych Lawrence Bittaker został oficjalnie skazany na karę śmierci.

### Uwięzienie i apelacje
W Kalifornii wszystkim skazanym na śmierć przysługuje automatyczne odwołanie. Dopiero po dwóch latach od zasądzonego wyroku Sąd Najwyższy Kalifornii przyznał Bittakerowi adwokata, który miał zajmować się jego apelacjami. Po upływie kolejnych sześciu lat ten sam sąd utrzymał w mocy wyrok śmierci wydany na Bittakera w dniu 28 czerwca 1989 roku. 4 października 1989 roku sędzia z Torrance John Shook ustalił datę jego egzekucji na dzień 29 grudnia 1989 roku. Bittaker jednak za sprawą swojego adwokata złożył kolejną apelację, która automatycznie odroczyła jego egzekucję. 11 czerwca 1990 roku Sąd Najwyższy Kalifornii odmówił ponownego rozpatrywania jego sprawy.
Kolejna apelacja Bittakera była rozpatrywana przez sędziego Terry’ego Hattera z federalnego sądu apelacyjnego, który nawet nie ukrywa, że jest zagorzałym przeciwnikiem kary śmierci i od 2006 roku nie zrobił absolutnie nic, aby ruszyć do przodu sprawę jednego z najgroźniejszych przestępców w historii Kalifornii i doprowadzić w końcu do jego egzekucji.
Od 1981 roku Lawrence Bittaker przebywał w bloku śmierci więzienia stanowego San Quentin. Siedział tam w małej celi o wymiarach dwa na trzy metry, w której spędzał dwadzieścia trzy godziny na dobę. Dla zabicia czasu czytał książki i czasopisma z więziennej biblioteki oraz oglądał telewizję. Zmarł popołudniem w piątek 13 grudnia 2019 roku, w wieku 79 lat, z przyczyn naturalnych, ciągle oczekując na wykonanie wyroku śmierci. Roy Norris zmarł 24 lutego 2020 w kalifornijskiej placówce medycznej, również z przyczyn naturalnych.

## Następstwa
- Od momentu skazania na najwyższy wymiar kary w 1981 roku Lawrence Bittaker udzielił kilku wywiadów. Nigdy nie wyraził żadnej skruchy za swoje zbrodnie i żałował jedynie tego, że wraz z Royem Norrisem zostali aresztowani.
- Roy Norris odbywał karę w więzieniu stanowym Pelican Bay(inne języki). Od momentu skazania wielokrotnie twierdził, że uczestniczył w mordach tylko dlatego, ponieważ bał się Bittakera. Norris przekonywał także, że dwukrotnie rozważał udanie się na policję i przyznanie się do wszystkich morderstw popełnionych razem z Bittakerem. Przyznał również, że skutecznie odstraszył trzy potencjalne ofiary przed wejściem do furgonetki Bittakera.
- W 2009 roku Roy Norris kwalifikował się po raz pierwszy do zwolnienia warunkowego. Odmówił jednak udziału w rozprawie przed radą ds. zwolnień warunkowych, co automatycznie spowodowało odroczenie jego warunkowego zwolnienia na kolejnych 10 lat.
- Stephen Kay, oskarżyciel w procesie Bittakera wciąż wyraża opinię, że zbrodnie popełnione przez Bittakera i Norrisa były najgorszymi przestępstwami, z jakimi zetknął się podczas wieloletniej pracy w roli prokuratora. Kay twierdził także w wywiadach, że jeszcze przez dwa lata po procesie Bittakera nawiedzały go koszmarne sny, w których bezskutecznie próbował uratować zamordowane przez Bittakera i Norrisa dziewczyny.
- Detektyw Paul Bynum, który pracował nad śledztwem w sprawie morderstw popełnionych przez Bittakera i Norrisa, popełnił samobójstwo w 1987 roku w wieku 39 lat. Na dziesięciu stronach samobójczego listu wyjaśnił, że powodem dla którego targnął się na swoje życie były zbrodnie popełnione przez Bittakera i Norrisa, które nieustannie go prześladowały, i bał się także, że obaj zostaną kiedyś zwolnieni z więzienia i będą chcieli się zemścić na nim lub na jego rodzinie.
- Kaseta magnetofonowa z nagraniem gwałtów i tortur popełnionych na Lynette Ledford przez Bittakera i Norrisa, została przekazana Akademii FBI w Quantico, w stanie Wirginia, której do dziś używa się do szkolenia i znieczulania przyszłych adeptów FBI, aby przyzwyczaić ich do okrucieństw, z jakimi będą mieli do czynienia podczas późniejszej pracy w tych strukturach.